# Prijedorsko polje
Prijedorsko polje je zemljopisna oblast na području sjeverozapadnog dijela Bosne i Hercegovine u kojem je smješten grad Prijedor. 
Na sjeveru ga ograničava masiv Kozare, na jugu se širi preko lijeve obale rijeke Sane do sjevernih granica općine Sanski Most, dok ga na zapadu ograničava selo Blagaj. Istočna granica je negdje pred naseljem Omarska.
Nadmorska visina je između 135 i 170 m.